# BellaMa' (prima edizione)
La prima edizione del talent show BellaMa' è andata in onda dal 12 settembre 2022 al 5 maggio 2023 con la conduzione di Pierluigi Diaco su Rai 2. La gara e confronto tra Generazione Z e Boomer si è conclusa con la vittoria di Rosa Sorrentino della Generazione Z.
I concorrenti e opinionisti dell'edizione sono stati selezionati attraverso i casting e i provini, che si svolsero dal 13 al 15 giugno 2022 e mostrati in 19 anteprime della durata di cinque minuti ciascuna, intitolate Aspettando BellaMa', andate in onda dal 15 agosto all'8 settembre 2022. Il 9 settembre è stata trasmessa una puntata speciale di presentazione di 45 minuti.
Le gare finali tra i primi due concorrenti si sono svolte tra il 1º e il 4 maggio 2023. Il 5 maggio è stata trasmessa una puntata speciale di chiusura dell'edizione.

## Messa in onda
Il 14 e il 16 settembre la trasmissione non va in onda per la fase finale di Coppa Davis. Nella prima settimana il programma era trasmesso anche in replica mattutina su Rai Premium. Il 26 settembre e il 1º ottobre 2022 sono state trasmesse due puntate antologiche denominate BellaMix, con riproposizioni di interviste agli ospiti intervenuti nel programma. Il 17 novembre 2022 la trasmissione non andò in onda per uno sciopero delle maestranze; vennero riproposte le interviste a Mogol e ad Al Bano nelle puntate del 1° e 9 novembre.
Dal 21 al 25 novembre 2022 il programma non è andato in onda per le partite del campionato mondiale di calcio che si disputano alle 14:00 e alle 17:00, trasmesse da Rai 2. Riprende il 28 novembre, nella puntata speciale dedicata ai mondiali, dove lo share sfiora l'8% e gli spettatori sono 755.000. Il 24 febbraio 2023 la trasmissione non va in onda per la scomparsa di Maurizio Costanzo.

## Cast
L'età riportata dei concorrenti e opinionisti è riferita all'inizio del programma.

### Concorrenti

#### Fascia 18–25 anni
| Concorrente           | Età     | Città                    |
| --------------------- | ------- | ------------------------ |
| Antony Di Francesco   | 24 anni | Roma                     |
| Stella Flammini       | 19 anni | Grottaferrata            |
| Alessio Lo Monaco     | 22 anni | Albano Laziale           |
| Francesca Marchegiani | 23 anni | Fano                     |
| Maria Laura Marullo   | 19 anni | Napoli                   |
| Diego Pasquali        | 22 anni | Latina                   |
| Armando Perrone       | 24 anni | Avellino                 |
| Sonia Petrecca        | 25 anni | Campobasso               |
| Federica Russo        | 20 anni | Asti o Civitanova Marche |
| Rosa Sorrentino       | 19 anni | Gragnano                 |
| Matteo Terelle        | 22 anni | Velletri                 |

#### Fascia 55–90 anni
| Concorrente            | Età     | Città   |
| ---------------------- | ------- | ------- |
| Maria Serena Anderlini | 67 anni | Torino  |
| Marisa Blasi           | 72 anni | Roma    |
| Giampiero Coletti      | 63 anni | Roma    |
| Nadia La Bella         | 56 anni | Roma    |
| Angela Palmieri        | 59 anni | Roma    |
| Raffaella Ruzzini      | 69 anni | Roma    |
| Enzo Saturni           | 64 anni | Roma    |
| Lucia Silvestri        | 56 anni | Roma    |
| Cinzia Tabacco         | 55 anni | Trieste |
| Elettra Valentini      | 58 anni | Nettuno |

### Opinionisti

#### Fascia 18–25 anni
| Opinionista        | Età     | Città                  |
| ------------------ | ------- | ---------------------- |
| Daniele Caramazza  | 21 anni | Favara                 |
| Stefano Cardellini | 18 anni | Cepagatti              |
| Cristian Cotiga    | 22 anni | San Polo dei Cavalieri |
| Giordano La Morgia | 22 anni | Civitavecchia          |
| David Leone        | 19 anni | Guidonia Montecelio    |
| Riccardo Leonetti  | 21 anni | Andria                 |
| Alessia Macciocca  | 22 anni | Frosinone              |
| Jacopo Marinacci   | 19 anni | Roma                   |
| Viola Michetti     | 23 anni | Roma                   |
| Gianni Minichini   | 21 anni | Napoli                 |
| Samuele Olivieri   | 20 anni | Cassino                |
| Chiara Restuccia   | 25 anni | Tivoli                 |
| Flavia Rizza       | 24 anni | Ostia                  |
| Francesco Sepe     | 18 anni | Napoli                 |
| Erica Taci         | 24 anni | Firenze                |
| Alessio Venditti   | 21 anni | Pomezia                |
| Simone Venditti    | 21 anni | Pomezia                |

#### Fascia 55–90 anni
| Opinionista                 | Età     | Città          |
| --------------------------- | ------- | -------------- |
| Claudio Almasio             |         | Montefollonico |
| Stefania Banfi              |         | Roma           |
| Silverio Cosoleto           |         | Roma           |
| Paola Cozzo                 | 59 anni | Roma           |
| Roberto Cruciani            |         | Roma           |
| Monique Dalla Massara       | 55 anni | Roma           |
| Giancarlo Greco             | 61 anni | Roma           |
| Patrizia Guarnieri          | 65 anni | Roma           |
| Francesca Marotti Sacchetti | 73 anni | Roma           |
| Carlo Martino               |         | Roma           |
| Rosa Rocco                  |         | Battipaglia    |
| Adriano Sconocchia          | 63 anni | Roma           |
| Carmela Tommasuolo          | 75 anni | Roma           |
| Maria Luisa Tommasuolo      | 73 anni | Roma           |
| Carolina Trisciuzzi         | 88 anni | San Salvo      |
| Letizia Zarlenga            | 65 anni | Ripalimosani   |

### Gruppo musicale
Gli In Fieri, confermati anche per la seconda edizione.
| Nome                          | Età     | Strumento              |
| ----------------------------- | ------- | ---------------------- |
| Federico Bentivoglio          | 22 anni | basso elettrico, voci  |
| Tom Morello                   | 20 anni | chitarra elettrica     |
| Leonardo Laurenti             | 20 anni | chitarre, voci         |
| Carlotta Candida Nola         | 19 anni | tastiere, voce solista |
| Riccardo Quell De Riso Paparo | 24 anni | batteria, percussioni  |

## Ospiti
Nelle puntate della trasmissione, gli ospiti sotto elencati hanno giudicato i video e assegnato i punti ai concorrenti, ad eccezione di quelli in collegamento telefonico e della settimana di messa in onda del Festival di Sanremo, nella quale la gara non si è disputata.
| Nº | Data              | Ospiti |
| -- | ----------------- | --- |
| 1  | 12 settembre 2022 | Iva Zanicchi |
| 2  | 13 settembre 2022 | Valeria Marini |
| 3  | 15 settembre 2022 | Manuel Bortuzzo |
| 4  | 19 settembre 2022 | Lino Banfi |
| 5  | 20 settembre 2022 | Franco Ricciardi, Andrea Sannino, Mara Venier |
| 6  | 21 settembre 2022 | I Soldi Spicci |
| 7  | 22 settembre 2022 | Eleonora Giorgi |
| 8  | 23 settembre 2022 | Carmen Russo |
| 9  | 27 settembre 2022 | Bobby Solo |
| 10 | 28 settembre 2022 | Gloria Guida |
| 11 | 29 settembre 2022 | Gemelli di Guidonia |
| 12 | 30 settembre 2022 | Sandra Milo |
| 13 | 3 ottobre 2022    | Barbara Bouchet |
| 14 | 4 ottobre 2022    | Manila Nazzaro |
| 15 | 5 ottobre 2022    | Serena Grandi |
| 16 | 6 ottobre 2022    | Platinette |
| 17 | 7 ottobre 2022    | Carolina Crescentini |
| 18 | 10 ottobre 2022   | Martina Colombari |
| 19 | 11 ottobre 2022   | Fiona May |
| 20 | 12 ottobre 2022   | Antonella Elia |
| 21 | 13 ottobre 2022   | Alessandro Greco |
| 22 | 14 ottobre 2022   | Katia Ricciarelli |
| 23 | 17 ottobre 2022   | Massimiliano Rosolino |
| 24 | 18 ottobre 2022   | Maria Teresa Ruta e Guenda Goria |
| 25 | 19 ottobre 2022   | Emanuela Aureli |
| 26 | 20 ottobre 2022   | Adriana Volpe |
| 27 | 21 ottobre 2022   | Andrea Roncato |
| 28 | 24 ottobre 2022   | Corinne Cléry |
| 29 | 25 ottobre 2022   | Alex Britti |
| 30 | 26 ottobre 2022   | Neri per Caso |
| 31 | 27 ottobre 2022   | Mietta |
| 32 | 28 ottobre 2022   | Alex Di Giorgio e Moreno Porcu |
| 33 | 31 ottobre 2022   | Mal |
| 34 | 1º novembre 2022  | Al Bano |
| 35 | 2 novembre 2022   | Jalisse |
| 36 | 3 novembre 2022   | Ivana Spagna |
| 37 | 4 novembre 2022   | Vladimir Luxuria |
| 38 | 7 novembre 2022   | Red Canzian |
| 39 | 8 novembre 2022   | Alba Parietti, Barbara Alberti |
| 40 | 9 novembre 2022   | Rosanna Banfi e Simone Casula, Mogol |
| 41 | 10 novembre 2022  | Paolo Belli |
| 42 | 11 novembre 2022  | Guillermo Mariotto |
| 43 | 14 novembre 2022  | Anna Falchi |
| 44 | 15 novembre 2022  | Francesco Paolantoni |
| 45 | 16 novembre 2022  | Donatella Rettore |
| 46 | 18 novembre 2022  | Antonella Elia, Adriana Volpe |
| 47 | 28 novembre 2022  | Fulvio Collovati, Massimo Caputi, Bruno Pizzul |
| 48 | 29 novembre 2022  | Marco Columbro |
| 49 | 30 novembre 2022  | Massimo Boldi |
| 50 | 1º dicembre 2022  | Antonino Spadaccino |
| 51 | 2 dicembre 2022   | Manuela Villa |
| 52 | 5 dicembre 2022   | Lorella Cuccarini, Antonella Elia, Adriana Volpe |
| 53 | 6 dicembre 2022   | Marco Carta |
| 54 | 7 dicembre 2022   | Paola Barale |
| 55 | 8 dicembre 2022   | Leo Gullotta |
| 56 | 9 dicembre 2022   | Enzo Paolo Turchi, Carmen Russo |
| 57 | 12 dicembre 2022  | Bobby Solo, Antonella Elia, Adriana Volpe |
| 58 | 13 dicembre 2022  | Valeria Fabrizi |
| 59 | 14 dicembre 2022  | Loredana Lecciso |
| 60 | 15 dicembre 2022  | Rosanna Banfi |
| 61 | 16 dicembre 2022  | Jocelyn Hattab,Alessandra Chianese,Leopoldo Mastelloni                                                                                               |
| 62 | 19 dicembre 2022  | Alexia, Antonella Elia, Adriana Volpe |
| 63 | 20 dicembre 2022  | Divino Otelma |
| 64 | 21 dicembre 2022  | Umberto Smaila, Gigi Marzullo |
| 65 | 22 dicembre 2022  | Gemelli di Guidonia |
| 66 | 23 dicembre 2022  | Babbo Natale, don Walter Insero |
| 67 | 27 dicembre 2022  | Massimo Boldi, Manuela Boldi, Emanuela Aureli |
| 68 | 28 dicembre 2022  | Gessica Notaro, Antonella Elia, Adriana Volpe |
| 69 | 29 dicembre 2022  | Marco Carta, Carolina Di Domenico |
| 70 | 30 dicembre 2022  | Aldo Morrone, Marco Carta |
| 71 | 2 gennaio 2023    | don Walter Insero, Paolo Vallesi, Antonella Elia, Adriana Volpe                                                                                      |
| 72 | 3 gennaio 2023    | Milo Infante, Tiberio Timperi |
| 73 | 4 gennaio 2023    | Vittoria Belvedere, Davide Desario |
| 74 | 5 gennaio 2023    | Gabriella Farinon, Rosanna Vaudetti, Mariolina Cannuli, Ottavia Dorrucci, Sabrina Simoni e 10 coristi del Piccolo Coro Mariele Ventre dell'Antoniano |
| 75 | 6 gennaio 2023    | Befana, Valeria Marini, Gianna Orrù |
| 76 | 9 gennaio 2023    | Bruno Pizzul, Maria Giovanna Elmi, Antonella Elia, Adriana Volpe                                                                                     |
| 77 | 10 gennaio 2023   | Rossella Brescia, Francesco Giambrone, Simone Agrò                                                                                                   |
| 78 | 11 gennaio 2023   | Nicola Di Bari |
| 79 | 12 gennaio 2023   | Dolcenera, Giovanni Minoli |
| 80 | 13 gennaio 2023   | Paola Ferrari |

| Nº  | Data             | Ospiti |
| --- | ---------------- | --- |
| 81  | 16 gennaio 2023  | Iva Zanicchi, Gianfranco Agus, Antonella Elia, Adriana Volpe |
| 82  | 17 gennaio 2023  | Marco Armani, Marco Ferradini, Franco Simone |
| 83  | 18 gennaio 2023  | Anna Falchi, Salvo Sottile |
| 84  | 19 gennaio 2023  | Gabriele Cirilli |
| 85  | 20 gennaio 2023  | Marco Columbro |
| 86  | 23 gennaio 2023  | Carlo Conti, Tiberio Timperi e Iva Zanicchi, Antonella Elia, Adriana Volpe, Gianmaurizio Foderaro                                                                   |
| 87  | 24 gennaio 2023  | Roberta Capua, Antonella Elia, Adriana Volpe |
| 88  | 25 gennaio 2023  | Loredana Lecciso, Fiorello, Simona Ventura |
| 89  | 26 gennaio 2023  | Orietta Berti, Fausto Bertinotti, Antonella Elia, Adriana Volpe |
| 90  | 27 gennaio 2023  | Andrea Roncato con Nicole Moscariello, Gigi Sammarchi, Gianfranco Fini                                                                                              |
| 91  | 30 gennaio 2023  | Sandro e Andrea Giacobbe, Gianfranco Agus, Antonella Elia, Adriana Volpe                                                                                            |
| 92  | 31 gennaio 2023  | Luisa Corna, Rosanna Vaudetti, Maria Giovanna Elmi |
| 93  | 1º febbraio 2023 | Alba Parietti |
| 94  | 2 febbraio 2023  | Tosca D'Aquino |
| 95  | 3 febbraio 2023  | Pierpaolo Pretelli |
| 96  | 6 febbraio 2023  | Mal, Manuela Villa, Marco Carta, Adriana Volpe |
| 97  | 7 febbraio 2023  | Bobby Solo, Manuela Villa, Marco Carta, Adriana Volpe |
| 98  | 8 febbraio 2023  | Nicola Di Bari, Manuela Villa, Marco Carta, Adriana Volpe |
| 99  | 9 febbraio 2023  | Nicola Di Bari, Manuela Villa, Marco Carta, Adriana Volpe |
| 100 | 10 febbraio 2023 | Nicola Di Bari, Manuela Villa, Marco Carta, Adriana Volpe |
| 101 | 11 febbraio 2023 | Nicola Di Bari, Manuela Villa, Marco Carta, Adriana Volpe |
| 102 | 13 febbraio 2023 | Al Bano, Manuela Villa, Gianmaurizio Foderaro, Marco Carta, Antonella Elia, Gianfranco Agus, Adriana Volpe                                                          |
| 103 | 14 febbraio 2023 | Michele Guardì, Anna Falchi, Salvo Sottile, Rosanna Vaudetti, Maria Giovanna Elmi                                                                                   |
| 104 | 15 febbraio 2023 | Lorena Bianchetti |
| 105 | 16 febbraio 2023 | Simona Ventura, Paola Perego |
| 106 | 17 febbraio 2023 | Rita Forte |
| 107 | 20 febbraio 2023 | Costantino Vitagliano, Antonella Elia, Adriana Volpe |
| 108 | 21 febbraio 2023 | Patrizia Vernola e Giuseppina Reitano, Rosanna Vaudetti, Maria Giovanna Elmi                                                                                        |
| 109 | 22 febbraio 2023 | Carolina Crescentini |
| 110 | 23 febbraio 2023 | Annalisa Minetti |
| 111 | 27 febbraio 2023 | Topo Gigio, Rita Forte, Beppe Carletti |
| 112 | 28 febbraio 2023 | Rosanna Vaudetti, Maria Giovanna Elmi, Gabriella Golia, Emanuela Folliero                                                                                           |
| 113 | 1º marzo 2023    | Laura Efrikian, Umberto Brindani, Paolo Crepet |
| 114 | 2 marzo 2023     | Antonino Spadaccino, Michele Mirabella |
| 115 | 3 marzo 2023     | Cristiana Ciacci, Rita Forte |
| 116 | 6 marzo 2023     | Antonella Elia, Adriana Volpe |
| 117 | 7 marzo 2023     | Rosanna Vaudetti, Maria Giovanna Elmi |
| 118 | 8 marzo 2023     | Tiberio Timperi |
| 119 | 9 marzo 2023     | Mal con Renata Couling |
| 120 | 10 marzo 2023    | Rita Forte, Marco Carta, Manuela Villa |
| 121 | 13 marzo 2023    | Drupi con Dorina Dato, Antonella Elia, Adriana Volpe |
| 122 | 14 marzo 2023    | Eugenio Finardi, Rosanna Vaudetti, Maria Giovanna Elmi |
| 123 | 15 marzo 2023    | Marco Columbro, Annalisa Minetti |
| 124 | 16 marzo 2023    | Nicola Di Bari, Gianni Morandi, don Walter Insero |
| 125 | 17 marzo 2023    | Rita Forte, Alessandro Rispoli, Mariano Sabatini, Gian Luigi Beccaria                                                                                               |
| 126 | 20 marzo 2023    | Fiordaliso, Antonella Elia, Adriana Volpe |
| 127 | 21 marzo 2023    | Gigi e Andrea, Rosanna Vaudetti, Maria Giovanna Elmi |
| 128 | 22 marzo 2023    | Massimiliano Ossini, Annalisa Minetti |
| 129 | 23 marzo 2023    | I Cugini di Campagna, Giovanni Terzi |
| 130 | 24 marzo 2023    | Francesco e Ignazio Moser, Rita Forte |
| 131 | 27 marzo 2023    | Manuela Villa, Antonella Elia, Adriana Volpe |
| 132 | 28 marzo 2023    | Giovanni Minoli, Mirko Casadei, Mariolina Cannuli, Maria Giovanna Elmi                                                                                              |
| 133 | 29 marzo 2023    | Eleonora Abbagnato, Francesco Giambrone, Giuliano Danieli, Annalisa Minetti                                                                                         |
| 134 | 30 marzo 2023    | Lino e Rosanna Banfi, Manuela Villa |
| 135 | 31 marzo 2023    | Sandra Milo, Rita Forte, Grazia Di Michele, Antonello Mazzeo |
| 136 | 3 aprile 2023    | Fabrizio Bracconeri, Antonella Elia, Adriana Volpe |
| 137 | 4 aprile 2023    | Walter Veltroni, Rosanna Vaudetti, Maria Giovanna Elmi |
| 138 | 5 aprile 2023    | Teresa De Sio, Annalisa Minetti, Giuliana De Sio |
| 139 | 6 aprile 2023    | Neri per Caso, don Walter Insero |
| 140 | 7 aprile 2023    | don Walter Insero, Rita Forte |
| 141 | 10 aprile 2023   | Milo Infante, Monica Leofreddi Antonella Elia, Adriana Volpe |
| 142 | 11 aprile 2023   | Grazia Di Michele, Rosanna Vaudetti, Maria Giovanna Elmi |
| 143 | 12 aprile 2023   | Shel Shapiro, Annalisa Minetti |
| 144 | 13 aprile 2023   | Alessandro Greco, Beatrice Bocci, Beatrice Venezi, Manuela Villa |
| 145 | 14 aprile 2023   | Cristiana Ciacci, Rita Forte |
| 146 | 17 aprile 2023   | Milly Carlucci, Antonella Elia, Adriana Volpe |
| 147 | 18 aprile 2023   | Nunzia De Girolamo, Rosanna Vaudetti, Maria Giovanna Elmi |
| 148 | 19 aprile 2023   | Edoardo Vianello ed Elfrida Ismolli, Annalisa Minetti |
| 149 | 20 aprile 2023   | Michele Cucuzza, don Walter Insero |
| 150 | 21 aprile 2023   | Simona Ventura, Giovanni Terzi, Rita Forte |
| 151 | 24 aprile 2023   | Morena Zapparoli, Isabella Sabani, Jocelyn Hattab, Raffaella Ponzo, Antonella Elia, Adriana Volpe                                                                   |
| 152 | 25 aprile 2023   | Rita Forte, Davide Desario, Gianni Morandi, Gigi Marzullo, Rosanna Vaudetti, Maria Giovanna Elmi                                                                    |
| 153 | 26 aprile 2023   | Milena Vukotic, Annalisa Minetti |
| 154 | 27 aprile 2023   | Massimo Lopez, Mara Venier, Carlo Conti |
| 155 | 28 aprile 2023   | Alberto Matano, Santino Fiorillo, Gino Castaldo, Rita Forte |
| 156 | 1º maggio 2023   | Roberta Capua, Antonella Elia, Adriana Volpe, Simona Ventura, Paola Perego                                                                                          |
| 157 | 2 maggio 2023    | Guillermo Mariotto, Valeria Fatone, Giovanni Terzi |
| 158 | 3 maggio 2023    | Teo Luzi, Manuela Villa |
| 159 | 4 maggio 2023    | Annalisa Minetti, Antonella Elia, Adriana Volpe, Marco Carta, Manuela Villa, Rita Forte, Rosanna Vaudetti, don Walter Insero, Giampiero Gencarelli, Maria Malucelli |
| 160 | 5 maggio 2023    | puntata speciale di chiusura |

## Gara

### 1ª settimana
Gare non disputate: Marisa Blasi – Armando Perrone e Federica Russo – Enzo Saturni.
- 1ª puntata: Nadia La Bella – Alessio Lo Monaco 70–30
- 2ª puntata: Francesca Marchegiani – Maria Serena Anderlini 60–40
- 3ª puntata: Maria Laura Marullo – Raffaella Ruzzini 100–0

- Classifica settimanale

- Squadra Generazione Z

| Concorrente           | Punti | Gara | Telev. |
| --------------------- | ----- | ---- | ------ |
| Maria Laura Marullo   | 148   | 100  | 48     |
| Francesca Marchegiani | 109   | 60   | 49     |
| Alessio Lo Monaco ↓   | 93    | 30   | 63     |
| Armando Perrone       | –     | –    | –      |
| Federica Russo        | –     | –    | –      |
| Diego Pasquali        | ↑     | –    | –      |

- Squadra Boomer

| Concorrente            | Punti | Gara | Telev. |
| ---------------------- | ----- | ---- | ------ |
| Nadia La Bella         | 107   | 70   | 37     |
| Maria Serena Anderlini | 71    | 40   | 31     |
| Raffaella Ruzzini ↓    | 52    | 0    | 52     |
| Marisa Blasi           | –     | –    | –      |
| Enzo Saturni           | –     | –    | –      |
| Giampiero Coletti      | ↑     | –    | –      |

### 2ª settimana
Il 19 settembre Armando Perrone lascia il programma e viene sostituito da Sonia Petrecca, mentre il 22 settembre Maria Serena Anderlini delega Lucia Silvestri a gareggiare al suo posto.
- 4ª puntata: Federica Russo – Enzo Saturni 60–40
- 5ª puntata: Marisa Blasi – Sonia Petrecca 60–40
- 6ª puntata: Francesca Marchegiani – Nadia La Bella 60–40
- 7ª puntata: Lucia Silvestri[21] – Maria Laura Marullo 85–15
- 8ª puntata: Giampiero Coletti – Diego Pasquali 55–45

- Classifica settimanale

- Squadra Generazione Z

| Concorrente           | Punti | Gara | Telev. |
| --------------------- | ----- | ---- | ------ |
| Federica Russo        | 125   | 60   | 65     |
| Diego Pasquali        | 121   | 45   | 76     |
| Francesca Marchegiani | 118   | 60   | 58     |
| Sonia Petrecca        | 99    | 40   | 59     |
| Maria Laura Marullo ↓ | 70    | 15   | 55     |
| Antony Di Francesco   | ↑     | –    | –      |

- Squadra Boomer

| Concorrente            | Punti | Gara | Telev. |
| ---------------------- | ----- | ---- | ------ |
| Maria Serena Anderlini | 130   | 85   | 45     |
| Marisa Blasi           | 101   | 60   | 41     |
| Nadia La Bella         | 82    | 40   | 42     |
| Giampiero Coletti      | 79    | 55   | 24     |
| Enzo Saturni ↓         | 75    | 40   | 35     |
| Lucia Silvestri        | ↑     | –    | –      |

### 3ª settimana
Gara non disputata: Federica Russo – Marisa Blasi.
- 9ª puntata: Nadia La Bella – Sonia Petrecca 75–25
- 10ª puntata: Lucia Silvestri – Antony Di Francesco 55–45
- 11ª puntata: Giampiero Coletti – Francesca Marchegiani 55–45
- 12ª puntata: Maria Serena Anderlini – Diego Pasquali 60–40

- Classifica settimanale

- Squadra Generazione Z

| Concorrente           | Punti | Gara | Telev. |
| --------------------- | ----- | ---- | ------ |
| Francesca Marchegiani | 124   | 45   | 79     |
| Antony Di Francesco   | 115   | 45   | 70     |
| Diego Pasquali        | 114   | 40   | 74     |
| Sonia Petrecca ↓      | 65    | 25   | 40     |
| Rosa Sorrentino       | ↑     | –    | –      |

- Squadra Boomer

| Concorrente            | Punti | Gara | Telev. |
| ---------------------- | ----- | ---- | ------ |
| Nadia La Bella         | 135   | 75   | 60     |
| Maria Serena Anderlini | 86    | 60   | 26     |
| Lucia Silvestri        | 85    | 55   | 30     |
| Giampiero Coletti ↓    | 76    | 55   | 21     |
| Elettra Valentini      | ↑     | –    | –      |

### 4ª settimana
- 13ª puntata: Antony Di Francesco – Nadia La Bella 55–45
- 14ª puntata: Lucia Silvestri – Diego Pasquali 55–45
- 15ª puntata: Rosa Sorrentino – Maria Serena Anderlini 55–45
- 16ª puntata: Francesca Marchegiani – Elettra Valentini 70–30
- 17ª puntata: Marisa Blasi – Federica Russo 75–25

- Classifica settimanale

- Squadra Generazione Z

| Concorrente           | Punti | Gara | Telev. |
| --------------------- | ----- | ---- | ------ |
| Rosa Sorrentino       | 137   | 55   | 82     |
| Diego Pasquali        | 121   | 45   | 76     |
| Antony Di Francesco   | 120   | 55   | 65     |
| Francesca Marchegiani | 108   | 70   | 38     |
| Federica Russo ↓      | 89    | 25   | 64     |
| Matteo Terelle        | ↑     | –    | –      |

- Squadra Boomer

| Concorrente              | Punti | Gara | Telev. |
| ------------------------ | ----- | ---- | ------ |
| Marisa Blasi             | 111   | 75   | 36     |
| Elettra Valentini        | 92    | 30   | 62     |
| Nadia La Bella           | 80    | 45   | 35     |
| Lucia Silvestri          | 79    | 55   | 24     |
| Maria Serena Anderlini ↓ | 63    | 45   | 18     |
| Angela Palmieri          | ↑     | –    | –      |

### 5ª settimana
- 18ª puntata: Lucia Silvestri – Antony Di Francesco 55–45
- 19ª puntata: Matteo Terelle – Nadia La Bella 55–45
- 20ª puntata: Angela Palmieri – Diego Pasquali 55–45
- 21ª puntata: Rosa Sorrentino – Elettra Valentini 85–15
- 22ª puntata: Stella Flammini[22] – Marisa Blasi 60–40

- Classifica settimanale

- Squadra Generazione Z

| Concorrente           | Punti | Gara | Telev. |
| --------------------- | ----- | ---- | ------ |
| Rosa Sorrentino       | 127   | 85   | 42     |
| Antony Di Francesco   | 122   | 45   | 77     |
| Francesca Marchegiani | 120   | 60   | 60     |
| Matteo Terelle        | 107   | 55   | 52     |
| Diego Pasquali ↓      | 103   | 45   | 58     |
| Stella Flammini       | ↑     | –    | –      |

- Squadra Boomer

| Concorrente         | Punti | Gara | Telev. |
| ------------------- | ----- | ---- | ------ |
| Angela Palmieri     | 97    | 55   | 42     |
| Nadia La Bella      | 93    | 45   | 48     |
| Marisa Blasi        | 80    | 40   | 40     |
| Lucia Silvestri     | 78    | 55   | 23     |
| Elettra Valentini ↓ | 73    | 15   | 58     |
| Cinzia Tabacco      | ↑     | –    | –      |

### 6ª settimana
- 23ª puntata: Rosa Sorrentino – Angela Palmieri 55–45
- 24ª puntata: Matteo Terelle – Cinzia Tabacco 70–30
- 25ª puntata: Francesca Marchegiani – Lucia Silvestri 55–45
- 26ª puntata: Marisa Blasi – Antony Di Francesco 70–30
- 27ª puntata: Stella Flammini – Nadia La Bella 75–25

- Classifica settimanale

- Squadra Generazione Z

| Concorrente           | Punti | Gara | Telev. |
| --------------------- | ----- | ---- | ------ |
| Matteo Terelle        | 143   | 70   | 73     |
| Francesca Marchegiani | 136   | 55   | 81     |
| Stella Flammini       | 135   | 75   | 60     |
| Rosa Sorrentino       | 116   | 55   | 61     |
| Antony Di Francesco ↓ | 106   | 30   | 76     |
| Alessio Lo Monaco     | ↑     | –    | –      |

- Squadra Boomer

| Concorrente       | Punti | Gara | Telev. |
| ----------------- | ----- | ---- | ------ |
| Marisa Blasi      | 94    | 70   | 24     |
| Angela Palmieri   | 84    | 45   | 39     |
| Nadia La Bella    | 65    | 25   | 40     |
| Lucia Silvestri   | 64    | 45   | 19     |
| Cinzia Tabacco ↓  | 57    | 30   | 27     |
| Raffaella Ruzzini | ↑     | –    | –      |

### 7ª settimana
- 28ª puntata: Lucia Silvestri – Matteo Terelle 100–0
- 29ª puntata: Angela Palmieri – Federica Russo[22] 60–40
- 30ª puntata: Alessio Lo Monaco – Marisa Blasi 85–15
- 31ª puntata: Stella Flammini – Raffaella Ruzzini 50–50[23][N 14]
- 32ª puntata: Rosa Sorrentino – Nadia La Bella 70–30

- Classifica settimanale

- Squadra Generazione Z

| Concorrente           | Punti | Gara | Telev. |
| --------------------- | ----- | ---- | ------ |
| Alessio Lo Monaco     | 164   | 85   | 79     |
| Rosa Sorrentino       | 139   | 70   | 69     |
| Stella Flammini       | 120   | 50   | 70     |
| Francesca Marchegiani | 91    | 40   | 51     |
| Matteo Terelle ↓      | 76    | 0    | 76     |
| Federica Russo        | ↑     | –    | –      |

- Squadra Boomer

| Concorrente       | Punti | Gara | Telev. |
| ----------------- | ----- | ---- | ------ |
| Lucia Silvestri   | 124   | 100  | 24     |
| Angela Palmieri   | 109   | 60   | 49     |
| Raffaella Ruzzini | 80    | 50   | 30     |
| Nadia La Bella    | 61    | 30   | 31     |
| Marisa Blasi ↓    | 36    | 15   | 21     |
| Giampiero Coletti | ↑     | –    | –      |

### 8ª settimana
- 33ª puntata: Angela Palmieri – Stella Flammini 70–30
- 34ª puntata: Nadia La Bella – Federica Russo 70–30
- 35ª puntata: Giampiero Coletti – Rosa Sorrentino 70–30
- 36ª puntata: Alessio Lo Monaco – Lucia Silvestri 70–30
- 37ª puntata: Raffaella Ruzzini – Francesca Marchegiani 70–30

- Classifica settimanale

- Squadra Generazione Z

| Concorrente           | Punti | Gara | Telev. |
| --------------------- | ----- | ---- | ------ |
| Alessio Lo Monaco     | 142   | 70   | 72     |
| Rosa Sorrentino       | 112   | 30   | 82     |
| Stella Flammini       | 88    | 30   | 58     |
| Francesca Marchegiani | 84    | 30   | 54     |
| Federica Russo ↓      | 72    | 30   | 42     |
| Maria Laura Marullo   | ↑     | –    | –      |

- Squadra Boomer

| Concorrente       | Punti | Gara | Telev. |
| ----------------- | ----- | ---- | ------ |
| Nadia La Bella    | 128   | 70   | 58     |
| Raffaella Ruzzini | 116   | 70   | 46     |
| Angela Palmieri   | 112   | 70   | 42     |
| Giampiero Coletti | 88    | 70   | 18     |
| Lucia Silvestri ↓ | 58    | 30   | 28     |
| Enzo Saturni      | ↑     | –    | –      |

### 9ª settimana
- 38ª puntata: Raffaella Ruzzini – Alessio Lo Monaco 60–40
- 39ª puntata: Enzo Saturni – Francesca Marchegiani 55–45
- 40ª puntata: Nadia La Bella – Maria Laura Marullo 90–10
- 41ª puntata: Rosa Sorrentino – Angela Palmieri 100–0
- 42ª puntata: Stella Flammini – Giampiero Coletti 100–0

- Classifica settimanale

- Squadra Generazione Z

| Concorrente           | Punti | Gara | Telev. |
| --------------------- | ----- | ---- | ------ |
| Stella Flammini       | 173   | 100  | 73     |
| Rosa Sorrentino       | 162   | 100  | 62     |
| Francesca Marchegiani | 111   | 45   | 66     |
| Alessio Lo Monaco     | 105   | 40   | 65     |
| Maria Laura Marullo ↓ | 66    | 10   | 56     |
| Sonia Petrecca        | ↑     | –    | –      |

- Squadra Boomer

| Concorrente            | Punti | Gara | Telev. |
| ---------------------- | ----- | ---- | ------ |
| Nadia La Bella         | 134   | 90   | 44     |
| Raffaella Ruzzini      | 105   | 60   | 45     |
| Enzo Saturni           | 89    | 55   | 34     |
| Angela Palmieri        | 38    | 0    | 38     |
| Giampiero Coletti ↓    | 27    | 0    | 27     |
| Maria Serena Anderlini | ↑     | –    | –      |

### 10ª settimana
Gara non disputata: Francesca Marchegiani – Nadia La Bella.
- 43ª puntata: Rosa Sorrentino – Enzo Saturni 60–40
- 44ª puntata: Maria Serena Anderlini – Stella Flammini 60–40
- 45ª puntata: Raffaella Ruzzini – Sonia Petrecca 55–45
- 46ª puntata: Angela Palmieri – Alessio Lo Monaco 60–40

- Classifica settimanale[24]

- Squadra Generazione Z

| Concorrente         | Punti | Gara | Telev. |
| ------------------- | ----- | ---- | ------ |
| Rosa Sorrentino     | 60    | 60   |        |
| Sonia Petrecca      | 45    | 45   |        |
| Stella Flammini     | 40    | 40   |        |
| Alessio Lo Monaco ↓ | 40    | 40   |        |
| Diego Pasquali      | ↑     | –    | –      |

- Squadra Boomer

| Concorrente            | Punti | Gara | Telev. |
| ---------------------- | ----- | ---- | ------ |
| Maria Serena Anderlini | 60    | 60   |        |
| Angela Palmieri        | 60    | 60   |        |
| Raffaella Ruzzini      | 55    | 55   |        |
| Enzo Saturni ↓         | 40    | 40   |        |
| Elettra Valentini      | ↑     | –    | –      |

### 11ª settimana
- 47ª puntata: Nadia La Bella – Francesca Marchegiani 70–30
- 48ª puntata: Raffaella Ruzzini – Diego Pasquali 60–40
- 49ª puntata: Maria Serena Anderlini – Rosa Sorrentino 100–0
- 50ª puntata: Elettra Valentini – Sonia Petrecca 60–40
- 51ª puntata: Angela Palmieri – Stella Flammini 60–40

- Classifica settimanale

- Squadra Generazione Z

| Concorrente           | Punti | Gara | Telev. |
| --------------------- | ----- | ---- | ------ |
| Stella Flammini       | 103   | 40   | 63     |
| Diego Pasquali        | 99    | 40   | 59     |
| Rosa Sorrentino       | 89    | 0    | 89     |
| Francesca Marchegiani | 67    | 30   | 37     |
| Sonia Petrecca ↓      | 63    | 40   | 23     |
| Matteo Terelle        | ↑     | –    | –      |

- Squadra Boomer

| Concorrente            | Punti | Gara | Telev. |
| ---------------------- | ----- | ---- | ------ |
| Elettra Valentini      | 137   | 60   | 77     |
| Nadia La Bella         | 133   | 70   | 63     |
| Maria Serena Anderlini | 113   | 100  | 13     |
| Raffaella Ruzzini      | 101   | 60   | 41     |
| Angela Palmieri ↓      | 97    | 60   | 37     |
| Cinzia Tabacco         | ↑     | –    | –      |

### 12ª settimana
A partire da questa settimana il BellaQuiz viene abolito; per ciascuna delle due prove i concorrenti si aggiudicano 40 punti per vittoria e la Grande BellaMa' assegna 20 punti.
- 52ª puntata: Stella Flammini – Raffaella Ruzzini 80–20
- 53ª puntata: Diego Pasquali – Nadia La Bella 100–0
- 54ª puntata: Rosa Sorrentino – Elettra Valentini 60–40
- 55ª puntata: Matteo Terelle – Cinzia Tabacco 60–40
- 56ª puntata: Maria Serena Anderlini – Sonia Petrecca[22] 60–40

- Classifica settimanale

- Squadra Generazione Z

| Concorrente             | Punti | Gara | Telev. |
| ----------------------- | ----- | ---- | ------ |
| Diego Pasquali          | 146   | 100  | 46     |
| Stella Flammini         | 139   | 80   | 59     |
| Matteo Terelle          | 132   | 60   | 72     |
| Rosa Sorrentino         | 123   | 60   | 63     |
| Francesca Marchegiani ↓ | 108   | 40   | 68     |
| Antony Di Francesco     | ↑     | –    | –      |

- Squadra Boomer

| Concorrente            | Punti | Gara | Telev. |
| ---------------------- | ----- | ---- | ------ |
| Maria Serena Anderlini | 92    | 60   | 32     |
| Elettra Valentini      | 77    | 40   | 37     |
| Cinzia Tabacco         | 68    | 40   | 28     |
| Raffaella Ruzzini      | 61    | 20   | 41     |
| Nadia La Bella ↓       | 54    | 0    | 54     |
| Marisa Blasi           | ↑     | –    | –      |

### 13ª settimana
- 57ª puntata: Matteo Terelle – Elettra Valentini 60–40
- 58ª puntata: Raffaella Ruzzini – Alessio Lo Monaco[25] 60–40
- 59ª puntata: Maria Serena Anderlini – Diego Pasquali 100–0
- 60ª puntata: Stella Flammini – Marisa Blasi 60–40
- 61ª puntata: Rosa Sorrentino – Cinzia Tabacco 60–40

- Classifica settimanale

- Squadra Generazione Z

| Concorrente         | Punti | Gara | Telev. |
| ------------------- | ----- | ---- | ------ |
| Stella Flammini     | 138   | 60   | 78     |
| Matteo Terelle      | 137   | 60   | 77     |
| Rosa Sorrentino     | 134   | 60   | 74     |
| Antony Di Francesco | 108   | 40   | 68     |
| Diego Pasquali ↓    | 77    | 0    | 77     |
| Federica Russo      | ↑     | –    | –      |

- Squadra Boomer

| Concorrente            | Punti | Gara | Telev. |
| ---------------------- | ----- | ---- | ------ |
| Maria Serena Anderlini | 123   | 100  | 23     |
| Raffaella Ruzzini      | 92    | 60   | 32     |
| Cinzia Tabacco         | 66    | 40   | 26     |
| Elettra Valentini      | 63    | 40   | 23     |
| Marisa Blasi ↓         | 62    | 40   | 22     |
| Lucia Silvestri        | ↑     | –    | –      |

### 14ª settimana
- 62ª puntata: Rosa Sorrentino – Raffaella Ruzzini 60–40
- 63ª puntata: Matteo Terelle – Maria Serena Anderlini 80–20
- 64ª puntata: Elettra Valentini – Federica Russo 80–20
- 65ª puntata: Cinzia Tabacco – Antony Di Francesco 80–20
- 66ª puntata: Stella Flammini – Lucia Silvestri 50–50

- Classifica settimanale

- Squadra Generazione Z

| Concorrente         | Punti | Gara | Telev. |
| ------------------- | ----- | ---- | ------ |
| Matteo Terelle      | 147   | 80   | 67     |
| Stella Flammini     | 133   | 50   | 83     |
| Rosa Sorrentino     | 126   | 60   | 66     |
| Antony Di Francesco | 100   | 20   | 80     |
| Federica Russo ↓    | 87    | 20   | 67     |
| Maria Laura Marullo | ↑     | –    | –      |

- Squadra Boomer

| Concorrente              | Punti | Gara | Telev. |
| ------------------------ | ----- | ---- | ------ |
| Elettra Valentini        | 113   | 80   | 33     |
| Cinzia Tabacco           | 100   | 80   | 20     |
| Raffaella Ruzzini        | 74    | 40   | 34     |
| Lucia Silvestri          | 67    | 50   | 17     |
| Maria Serena Anderlini ↓ | 53    | 20   | 33     |
| Enzo Saturni             | ↑     | –    | –      |

### 15ª settimana
Gara non disputata: Maria Laura Marullo – Enzo Saturni.
- 67ª puntata: Lucia Silvestri – Matteo Terelle 80–20
- 68ª puntata: Cinzia Tabacco – Stella Flammini 60–40
- 69ª puntata: Elettra Valentini – Rosa Sorrentino 60–40
- 70ª puntata: Antony Di Francesco – Raffaella Ruzzini 60–40

- Classifica settimanale[24]

- Squadra Generazione Z

| Concorrente         | Punti | Gara | Telev. |
| ------------------- | ----- | ---- | ------ |
| Antony Di Francesco | 60    | 60   |        |
| Stella Flammini     | 40    | 40   |        |
| Rosa Sorrentino     | 40    | 40   |        |
| Matteo Terelle ↓    | 20    | 20   |        |
| Alessio Lo Monaco   | ↑     | –    | –      |

- Squadra Boomer

| Concorrente         | Punti | Gara | Telev. |
| ------------------- | ----- | ---- | ------ |
| Lucia Silvestri     | 80    | 80   |        |
| Cinzia Tabacco      | 60    | 60   |        |
| Elettra Valentini ↓ | 60    | 60   |        |
| Raffaella Ruzzini   | 40    | 40   |        |
| Giampiero Coletti   | ↑     | –    | –      |

### 16ª settimana
- 71ª puntata: Maria Laura Marullo – Enzo Saturni 80–20
- 72ª puntata: Alessio Lo Monaco – Cinzia Tabacco 60–40
- 73ª puntata: Rosa Sorrentino – Lucia Silvestri 80–20
- 74ª puntata: Raffaella Ruzzini – Stella Flammini 60–40
- 75ª puntata: Antony Di Francesco – Giampiero Coletti 80–20

- Classifica settimanale

- Squadra Generazione Z

| Concorrente         | Punti | Gara | Telev. |
| ------------------- | ----- | ---- | ------ |
| Rosa Sorrentino     | 161   | 80   | 81     |
| Antony Di Francesco | 158   | 80   | 78     |
| Maria Laura Marullo | 146   | 80   | 66     |
| Alessio Lo Monaco   | 129   | 60   | 69     |
| Stella Flammini ↓   | 100   | 40   | 60     |
| Sonia Petrecca      | ↑     | –    | –      |

- Squadra Boomer

| Concorrente       | Punti | Gara | Telev. |
| ----------------- | ----- | ---- | ------ |
| Raffaella Ruzzini | 100   | 60   | 40     |
| Cinzia Tabacco    | 71    | 40   | 31     |
| Enzo Saturni      | 54    | 20   | 34     |
| Giampiero Coletti | 42    | 20   | 22     |
| Lucia Silvestri ↓ | 39    | 20   | 19     |
| Angela Palmieri   | ↑     | –    | –      |

### 17ª settimana
Sono rese note le prime tre posizioni della classifica generale, senza punteggi, dopo sedici settimane (al giro di boa): per la Generazione Z le prime tre classificate sono Rosa Sorrentino, Francesca Marchegiani e Stella Flammini; per la Generazione Boomer sono Nadia La Bella, Maria Serena Anderlini e Raffaella Ruzzini.
- 76ª puntata: Raffaella Ruzzini – Antony Di Francesco 80–20
- 77ª puntata: Alessio Lo Monaco – Enzo Saturni 60–40
- 78ª puntata: Sonia Petrecca – Giampiero Coletti 60–40
- 79ª puntata: Rosa Sorrentino – Angela Palmieri 60–40
- 80ª puntata: Maria Laura Marullo – Cinzia Tabacco 60–40

- Classifica settimanale[24]

- Squadra Generazione Z

| Concorrente           | Punti | Gara | Telev. |
| --------------------- | ----- | ---- | ------ |
| Alessio Lo Monaco     | 60    | 60   |        |
| Sonia Petrecca        | 60    | 60   |        |
| Rosa Sorrentino       | 60    | 60   |        |
| Maria Laura Marullo   | 60    | 60   |        |
| Antony Di Francesco ↓ | 20    | 20   |        |
| Francesca Marchegiani | ↑     | –    | –      |

- Squadra Boomer

| Concorrente       | Punti | Gara | Telev. |
| ----------------- | ----- | ---- | ------ |
| Raffaella Ruzzini | 80    | 80   |        |
| Enzo Saturni      | 40    | 40   |        |
| Giampiero Coletti | 40    | 40   |        |
| Angela Palmieri   | 40    | 40   |        |
| Cinzia Tabacco ↓  | 40    | 40   |        |
| Nadia La Bella    | ↑     | –    | –      |

### 18ª settimana
- 81ª puntata: Angela Palmieri – Francesca Marchegiani 100–0
- 82ª puntata: Maria Laura Marullo – Raffaella Ruzzini 60–40
- 83ª puntata: Enzo Saturni – Rosa Sorrentino 100–0
- 84ª puntata: Sonia Petrecca – Nadia La Bella 60–40
- 85ª puntata: Giampiero Coletti – Alessio Lo Monaco 60–40

- Classifica settimanale

- Squadra Generazione Z

| Concorrente             | Punti | Gara | Telev. |
| ----------------------- | ----- | ---- | ------ |
| Alessio Lo Monaco       | 115   | 40   | 75     |
| Maria Laura Marullo     | 114   | 60   | 54     |
| Sonia Petrecca          | 101   | 60   | 41     |
| Rosa Sorrentino         | 76    | 0    | 76     |
| Francesca Marchegiani ↓ | 56    | 0    | 56     |
| Diego Pasquali          | ↑     | –    | –      |

- Squadra Boomer

| Concorrente         | Punti | Gara | Telev. |
| ------------------- | ----- | ---- | ------ |
| Angela Palmieri     | 144   | 100  | 44     |
| Enzo Saturni        | 124   | 100  | 24     |
| Nadia La Bella      | 99    | 40   | 59     |
| Raffaella Ruzzini   | 86    | 40   | 46     |
| Giampiero Coletti ↓ | 85    | 60   | 25     |
| Marisa Blasi        | ↑     | –    | –      |

### 19ª settimana
Il 23 gennaio 2023 Antony Di Francesco si ritira e lascia il posto all'opinionista Cristian Cotiga. Nella puntata di mercoledì 25 gennaio 2023 il conduttore Pierluigi Diaco ha redarguito la concorrente Raffaella Ruzzini per un'esclamazione considerata irriguardosa. Il fatto ha avuto una rilevanza mediatica sui social e fra i Vip.
- 86ª puntata: Marisa Blasi – Rosa Sorrentino 60–40
- 87ª puntata: Diego Pasquali – Angela Palmieri 80–20
- 88ª puntata: Maria Laura Marullo – Raffaella Ruzzini 60–40
- 89ª puntata: Sonia Petrecca – Enzo Saturni 60–40
- 90ª puntata: Alessio Lo Monaco – Nadia La Bella 100–0

- Classifica settimanale

- Squadra Generazione Z

| Concorrente         | Punti | Gara | Telev. |
| ------------------- | ----- | ---- | ------ |
| Alessio Lo Monaco   | 146   | 100  | 46     |
| Diego Pasquali      | 135   | 80   | 55     |
| Sonia Petrecca      | 127   | 60   | 67     |
| Maria Laura Marullo | 120   | 60   | 60     |
| Rosa Sorrentino ↓   | 106   | 40   | 66     |
| Federica Russo      | ↑     | –    | –      |

- Squadra Boomer

| Concorrente       | Punti | Gara | Telev. |
| ----------------- | ----- | ---- | ------ |
| Marisa Blasi      | 94    | 60   | 34     |
| Raffaella Ruzzini | 80    | 40   | 40     |
| Enzo Saturni      | 73    | 40   | 33     |
| Angela Palmieri   | 65    | 20   | 45     |
| Nadia La Bella ↓  | 54    | 0    | 54     |
| Lucia Silvestri   | ↑     | –    | –      |

### 20ª settimana
- 91ª puntata: Sonia Petrecca – Raffaella Ruzzini 60–40
- 92ª puntata: Enzo Saturni – Federica Russo 80–20
- 93ª puntata: Maria Laura Marullo – Lucia Silvestri 60–40
- 94ª puntata: Diego Pasquali – Marisa Blasi 60–40
- 95ª puntata: Angela Palmieri – Alessio Lo Monaco 60–40

- Classifica settimanale[24]

- Squadra Generazione Z

| Concorrente         | Punti | Gara | Telev. |
| ------------------- | ----- | ---- | ------ |
| Sonia Petrecca      | 60    | 60   |        |
| Maria Laura Marullo | 60    | 60   |        |
| Diego Pasquali      | 60    | 60   |        |
| Alessio Lo Monaco   | 40    | 40   |        |
| Federica Russo ↓    | 20    | 20   |        |
| Matteo Terelle      | ↑     | –    | –      |

- Squadra Boomer

| Concorrente       | Punti | Gara | Telev. |
| ----------------- | ----- | ---- | ------ |
| Enzo Saturni      | 80    | 80   |        |
| Angela Palmieri   | 60    | 60   |        |
| Raffaella Ruzzini | 40    | 40   |        |
| Marisa Blasi      | 40    | 40   |        |
| Lucia Silvestri ↓ | 40    | 40   |        |
| Elettra Valentini | ↑     | –    | –      |

### 21ª settimana
In questa settimana la trasmissione va in onda anche al sabato pomeriggio in occasione della serata finale del Festival di Sanremo.
Cambia la sigla iniziale: Sugar Sugar di Lorella Cuccarini, cantata nella settimana da tutto il cast, e a partire da quella successiva da Rosa Sorrentino. La gara non viene disputata e i video (reel) riguardanti l'edizione del Festival, senza punteggi, sono realizzati anche dagli opinionisti.
- 96ª puntata: Reel Generazione Z – Opinionisti: Francesco Sepe, David Leone, Jacopo Marinacci e Daniele Caramazza; Concorrenti: Cristian Cotiga.

Reel Generazione Boomer – Opinionisti: Carmela e Maria Luisa Tommasuolo; Concorrenti: Cinzia Tabacco.
- 97ª puntata: Reel Generazione Z – Opinionisti: Giovanni Minichini; Concorrenti: Matteo Terelle.

Reel Generazione Boomer – Opinionisti: Adriano Sconocchia; Concorrenti: Giampiero Coletti.
- 98ª puntata: Reel Generazione Z – Opinionisti: Erica Taci.

Reel Generazione Boomer – Opinionisti: Paola Cozzo, Monique Dalla Massara e Rosa Rocco; Concorrenti: Nadia La Bella.
- 99ª puntata: Reel Generazione Z – Opinionisti: Alessio e Simone Venditti. Concorrenti: Rosa Sorrentino.

Reel Generazione Boomer – Opinionisti: Carlo Martino.
- 100ª puntata: Reel Generazione Z – Opinionisti: Stefano Cardellini.

Reel Generazione Boomer – Opinionisti: Giancarlo Greco e Letizia Zarlenga.
- 101ª puntata: nessun reel

### 22ª settimana
- 102ª puntata: Diego Pasquali – Elettra Valentini gara non disputata.
- 103ª puntata: Angela Palmieri – Sonia Petrecca 80–20
- 104ª puntata: Alessio Lo Monaco – Marisa Blasi 60–40
- 105ª puntata: Raffaella Ruzzini – Matteo Terelle 60–40
- 106ª puntata: Enzo Saturni – Maria Laura Marullo 60–40

- Classifica settimanale

- Squadra Generazione Z

| Concorrente         | Punti | Gara | Telev. |
| ------------------- | ----- | ---- | ------ |
| Alessio Lo Monaco   | 128   | 60   | 68     |
| Maria Laura Marullo | 95    | 40   | 55     |
| Matteo Terelle      | 95    | 40   | 55     |
| Sonia Petrecca ↓    | 64    | 20   | 44     |
| Stella Flammini     | ↑     | –    | –      |

- Squadra Boomer

| Concorrente       | Punti | Gara | Telev. |
| ----------------- | ----- | ---- | ------ |
| Angela Palmieri   | 136   | 80   | 56     |
| Raffaella Ruzzini | 105   | 60   | 45     |
| Enzo Saturni      | 105   | 60   | 45     |
| Marisa Blasi ↓    | 72    | 40   | 32     |
| Nadia La Bella    | ↑     | –    | –      |

### 23ª settimana
A partire da questa settimana il lunedì debutta una nuova rubrica, Tutti in pista, dove i due concorrenti si cimentano in un tipo di ballo con Antonella Elia e Adriana Volpe. In questa prova il ballo è il Charleston.
- 107ª puntata: Diego Pasquali – Nadia La Bella 80–20
- 108ª puntata: Alessio Lo Monaco – Enzo Saturni 60–40
- 109ª puntata: Maria Laura Marullo – Elettra Valentini 50–50
- 110ª puntata: Stella Flammini – Raffaella Ruzzini 60–40
- 111ª puntata[17]: Angela Palmieri – Matteo Terelle 60–40

- Classifica settimanale[24]

- Squadra Generazione Z

| Concorrente         | Punti | Gara | Telev. |
| ------------------- | ----- | ---- | ------ |
| Diego Pasquali      | 80    | 80   |        |
| Alessio Lo Monaco   | 60    | 60   |        |
| Stella Flammini     | 60    | 60   |        |
| Maria Laura Marullo | 50    | 50   |        |
| Matteo Terelle ↓    | 40    | 40   |        |
| Cristian Cotiga     | ↑     | –    | –      |

- Squadra Boomer

| Concorrente            | Punti | Gara | Telev. |
| ---------------------- | ----- | ---- | ------ |
| Angela Palmieri        | 60    | 60   |        |
| Elettra Valentini      | 50    | 50   |        |
| Raffaella Ruzzini      | 40    | 40   |        |
| Enzo Saturni ↓         | 40    | 40   |        |
| Nadia La Bella         | 20    | 20   |        |
| Maria Serena Anderlini | ↑     | –    | –      |

### 24ª settimana
Gara non disputata: Diego Pasquali – Angela Palmieri.
- 112ª puntata: Maria Serena Anderlini – Maria Laura Marullo 60–40
- 113ª puntata: Stella Flammini – Elettra Valentini 60–40
- 114ª puntata: Raffaella Ruzzini – Cristian Cotiga 80–20
- 115ª puntata: Nadia La Bella – Alessio Lo Monaco 80–20

- Classifica settimanale[24]

- Squadra Generazione Z

| Concorrente           | Punti | Gara | Telev. |
| --------------------- | ----- | ---- | ------ |
| Stella Flammini       | 60    | 60   |        |
| Maria Laura Marullo   | 40    | 40   |        |
| Cristian Cotiga       | 20    | 20   |        |
| Alessio Lo Monaco ↓   | 20    | 20   |        |
| Francesca Marchegiani | ↑     | –    | –      |

- Squadra Boomer

| Concorrente            | Punti | Gara | Telev. |
| ---------------------- | ----- | ---- | ------ |
| Raffaella Ruzzini      | 80    | 80   |        |
| Nadia La Bella         | 80    | 80   |        |
| Maria Serena Anderlini | 60    | 60   |        |
| Elettra Valentini ↓    | 40    | 40   |        |
| Cinzia Tabacco         | ↑     | –    | –      |

### 25ª settimana
Per la rubrica del lunedì Tutti in pista il ballo nel quale i due concorrenti gareggiano è il mambo. Matteo Terelle viene riammesso nei cinque titolari e Diego Pasquali rientra tra le riserve.
- 116ª puntata: Cristian Cotiga – Maria Serena Anderlini 80–20
- 117ª puntata: Diego Pasquali[26] – Nadia La Bella 60–40
- 118ª puntata: Raffaella Ruzzini – Francesca Marchegiani 60–40
- 119ª puntata: Maria Laura Marullo – Cinzia Tabacco 80–20
- 120ª puntata: Stella Flammini – Angela Palmieri 80–20

- Classifica settimanale[24]

- Squadra Generazione Z

| Concorrente             | Punti | Gara | Telev. |
| ----------------------- | ----- | ---- | ------ |
| Cristian Cotiga         | 80    | 80   |        |
| Maria Laura Marullo     | 80    | 80   |        |
| Stella Flammini         | 80    | 80   |        |
| Matteo Terelle          | 60    | 60   |        |
| Francesca Marchegiani ↓ | 40    | 40   |        |
| Rosa Sorrentino         | ↑     | –    | –      |

- Squadra Boomer

| Concorrente              | Punti | Gara | Telev. |
| ------------------------ | ----- | ---- | ------ |
| Raffaella Ruzzini        | 60    | 60   |        |
| Nadia La Bella           | 40    | 40   |        |
| Angela Palmieri          | 20    | 20   |        |
| Cinzia Tabacco           | 20    | 20   |        |
| Maria Serena Anderlini ↓ | 20    | 20   |        |
| Giampiero Coletti        | ↑     | –    | –      |

### 26ª settimana
Per la rubrica del lunedì Tutti in pista il ballo nel quale i due concorrenti gareggiano è il tango.
- 121ª puntata: Giampiero Coletti – Rosa Sorrentino 80–20
- 122ª puntata: Stella Flammini – Raffaella Ruzzini 60–40
- 123ª puntata: Nadia La Bella – Cristian Cotiga 80–20
- 124ª puntata: Angela Palmieri – Maria Laura Marullo 60–40
- 125ª puntata: Matteo Terelle – Cinzia Tabacco 80–20

- Classifica settimanale

- Squadra Generazione Z

| Concorrente         | Punti | Gara | Telev. |
| ------------------- | ----- | ---- | ------ |
| Matteo Terelle      | 157   | 80   | 77     |
| Stella Flammini     | 119   | 60   | 59     |
| Rosa Sorrentino     | 106   | 20   | 86     |
| Maria Laura Marullo | 97    | 40   | 57     |
| Cristian Cotiga ↓   | 62    | 20   | 42     |
| Federica Russo      | ↑     | –    | –      |

- Squadra Boomer

| Concorrente       | Punti | Gara | Telev. |
| ----------------- | ----- | ---- | ------ |
| Nadia La Bella    | 138   | 80   | 58     |
| Angela Palmieri   | 103   | 60   | 43     |
| Giampiero Coletti | 94    | 80   | 14     |
| Raffaella Ruzzini | 81    | 40   | 41     |
| Cinzia Tabacco ↓  | 43    | 20   | 23     |
| Lucia Silvestri   | ↑     | –    | –      |

### 27ª settimana
Per la rubrica del lunedì Tutti in pista il ballo nel quale i due concorrenti gareggiano è il samba.
- 126ª puntata: Federica Russo – Lucia Silvestri 60–40
- 127ª puntata: Maria Laura Marullo – Giampiero Coletti 60–40
- 128ª puntata: Raffaella Ruzzini – Matteo Terelle 80–20
- 129ª puntata: Nadia La Bella – Stella Flammini 80–20
- 130ª puntata: Rosa Sorrentino – Angela Palmieri 80–20

- Classifica settimanale[24]

- Squadra Generazione Z

| Concorrente         | Punti | Gara | Telev. |
| ------------------- | ----- | ---- | ------ |
| Rosa Sorrentino     | 80    | 80   |        |
| Federica Russo      | 60    | 60   |        |
| Maria Laura Marullo | 60    | 60   |        |
| Matteo Terelle      | 20    | 20   |        |
| Stella Flammini ↓   | 20    | 20   |        |
| Alessio Lo Monaco   | ↑     | –    | –      |

- Squadra Boomer

| Concorrente       | Punti | Gara | Telev. |
| ----------------- | ----- | ---- | ------ |
| Raffaella Ruzzini | 80    | 80   |        |
| Nadia La Bella    | 80    | 80   |        |
| Lucia Silvestri   | 40    | 40   |        |
| Giampiero Coletti | 40    | 40   |        |
| Angela Palmieri ↓ | 20    | 20   |        |
| Enzo Saturni      | ↑     | –    | –      |

### 28ª settimana
Per la rubrica del lunedì Tutti in pista il ballo nel quale i due concorrenti gareggiano è il boogie-woogie. A partire da questa settimana il giovedì debutta una nuova rubrica, Canta con me, dove i due concorrenti duettano con Manuela Villa nel brano Perdere l'amore. La puntata del 28 marzo 2023 si apre con un omaggio a Gianni Minà, con il brano di Mercedes Sosa Todo cambia. Nella puntata del 31 marzo Grazia Di Michele esegue in prima assoluta un brano inedito di Franco Califano, Tu ti meriti un amore.
- 131ª puntata: Alessio Lo Monaco – Enzo Saturni 80–20
- 132ª puntata: Rosa Sorrentino – Nadia La Bella 60–40
- 133ª puntata: Lucia Silvestri – Matteo Terelle 60–40
- 134ª puntata: Raffaella Ruzzini – Maria Laura Marullo 60–40
- 135ª puntata: Federica Russo – Giampiero Coletti 60–40

- Classifica settimanale

- Squadra Generazione Z

| Concorrente           | Punti | Gara | Telev. |
| --------------------- | ----- | ---- | ------ |
| Alessio Lo Monaco     | 147   | 80   | 67     |
| Federica Russo        | 135   | 60   | 75     |
| Matteo Terelle        | 122   | 40   | 82     |
| Rosa Sorrentino       | 109   | 60   | 49     |
| Maria Laura Marullo ↓ | 100   | 40   | 60     |
| Sonia Petrecca        | ↑     | –    | –      |

- Squadra Boomer

| Concorrente       | Punti | Gara | Telev. |
| ----------------- | ----- | ---- | ------ |
| Raffaella Ruzzini | 100   | 60   | 40     |
| Nadia La Bella    | 91    | 40   | 51     |
| Lucia Silvestri   | 78    | 60   | 18     |
| Giampiero Coletti | 65    | 40   | 25     |
| Enzo Saturni ↓    | 53    | 20   | 33     |
| Marisa Blasi      | ↑     | –    | –      |

### 29ª settimana
Per la rubrica del lunedì Tutti in pista il ballo nel quale i due concorrenti gareggiano è il paso doble. Nella puntata di venerdì 7 aprile la gara non viene disputata. I video (reel) senza punteggi sono realizzati dagli opinionisti Samuele Olivieri e Alessia Macciocca per la Generazione Z, Paola Cozzo e Adriano Sconocchia per la Generazione Boomer.
- 136ª puntata: Sonia Petrecca – Marisa Blasi 80–20
- 137ª puntata: Lucia Silvestri – Alessio Lo Monaco 80–20
- 138ª puntata: Federica Russo – Nadia La Bella 60–40
- 139ª puntata: Giampiero Coletti – Rosa Sorrentino 60–40
- 140ª puntata: Matteo Terelle – Raffaella Ruzzini gara non disputata

- Classifica settimanale

- Squadra Generazione Z

| Concorrente         | Punti | Gara | Telev. |
| ------------------- | ----- | ---- | ------ |
| Sonia Petrecca      | 138   | 80   | 58     |
| Rosa Sorrentino     | 123   | 40   | 83     |
| Federica Russo      | 107   | 60   | 47     |
| Alessio Lo Monaco ↓ | 95    | 20   | 75     |
| Diego Pasquali      | ↑     | –    | –      |

- Squadra Boomer

| Concorrente       | Punti | Gara | Telev. |
| ----------------- | ----- | ---- | ------ |
| Lucia Silvestri   | 105   | 80   | 25     |
| Nadia La Bella    | 93    | 40   | 53     |
| Giampiero Coletti | 77    | 60   | 17     |
| Marisa Blasi ↓    | 62    | 20   | 42     |
| Elettra Valentini | ↑     | –    | –      |

### 30ª settimana
Per la rubrica del lunedì Tutti in pista il ballo nel quale i due concorrenti gareggiano è il cha cha cha. Per la rubrica del giovedì Canta con me i due concorrenti duettano con Manuela Villa nel brano Io che non vivo (senza te) di Pino Donaggio.
- 141ª puntata: Diego Pasquali – Giampiero Coletti 80–20
- 142ª puntata: Nadia La Bella – Sonia Petrecca 80–20
- 143ª puntata: Rosa Sorrentino – Lucia Silvestri 80–20
- 144ª puntata: Federica Russo – Elettra Valentini 80–20
- 145ª puntata: Raffaella Ruzzini – Matteo Terelle 60–40

- Classifica settimanale[24]

- Squadra Generazione Z

| Concorrente           | Punti | Gara | Telev. |
| --------------------- | ----- | ---- | ------ |
| Diego Pasquali        | 80    | 80   |        |
| Rosa Sorrentino       | 80    | 80   |        |
| Federica Russo        | 80    | 80   |        |
| Matteo Terelle        | 40    | 40   |        |
| Sonia Petrecca ↓      | 20    | 20   |        |
| Francesca Marchegiani | ↑     | –    | –      |

- Squadra Boomer

| Concorrente            | Punti | Gara | Telev. |
| ---------------------- | ----- | ---- | ------ |
| Nadia La Bella         | 80    | 80   |        |
| Raffaella Ruzzini      | 60    | 60   |        |
| Giampiero Coletti      | 20    | 20   |        |
| Elettra Valentini      | 20    | 20   |        |
| Lucia Silvestri ↓      | 20    | 20   |        |
| Maria Serena Anderlini | ↑     | –    | –      |

### 31ª settimana
Per la rubrica del lunedì Tutti in pista il ballo nel quale i due concorrenti gareggiano è il merengue.
- 146ª puntata: Francesca Marchegiani – Raffaella Ruzzini 60–40
- 147ª puntata: Elettra Valentini – Rosa Sorrentino 60–40
- 148ª puntata: Maria Serena Anderlini – Federica Russo 80–20
- 149ª puntata: Giampiero Coletti – Matteo Terelle 60–40
- 150ª puntata: Diego Pasquali – Nadia La Bella 80–20

- Classifica settimanale[24]

- Squadra Generazione Z

| Concorrente           | Punti | Gara | Telev. |
| --------------------- | ----- | ---- | ------ |
| Diego Pasquali        | 80    | 80   |        |
| Francesca Marchegiani | 60    | 60   |        |
| Rosa Sorrentino       | 40    | 40   |        |
| Matteo Terelle        | 40    | 40   |        |
| Federica Russo ↓      | 20    | 20   |        |
| Cristian Cotiga       | ↑     | –    | –      |

- Squadra Boomer

| Concorrente            | Punti | Gara | Telev. |
| ---------------------- | ----- | ---- | ------ |
| Maria Serena Anderlini | 80    | 80   |        |
| Elettra Valentini      | 60    | 60   |        |
| Giampiero Coletti      | 60    | 60   |        |
| Raffaella Ruzzini      | 40    | 40   |        |
| Nadia La Bella ↓       | 20    | 20   |        |
| Cinzia Tabacco         | ↑     | –    | –      |

### 32ª settimana
Per la rubrica del lunedì Tutti in pista il ballo nel quale i due concorrenti gareggiano è il valzer. Nella puntata del 26 aprile viene ufficialmente annunciato che il bassista del gruppo musicale, Alberto Di Cerbo, sarà uno dei concorrenti della seconda edizione del programma.
- 151ª puntata: Cristian Cotiga – Cinzia Tabacco 80–20
- 152ª puntata: Maria Serena Anderlini – Matteo Terelle 60–40
- 153ª puntata: Raffaella Ruzzini – Diego Pasquali 80–20
- 154ª puntata: Francesca Marchegiani – Elettra Valentini 80–20
- 155ª puntata: Giampiero Coletti  – Rosa Sorrentino 80–20

- Classifica settimanale[24]

- Squadra Generazione Z

| Concorrente           | Punti | Gara | Telev. |
| --------------------- | ----- | ---- | ------ |
| Cristian Cotiga       | 80    | 80   |        |
| Francesca Marchegiani | 80    | 80   |        |
| Matteo Terelle        | 40    | 40   |        |
| Diego Pasquali        | 20    | 20   |        |
| Rosa Sorrentino       | 20    | 20   |        |
| nessun cambio         | –     | –    | –      |

- Squadra Boomer

| Concorrente            | Punti | Gara | Telev. |
| ---------------------- | ----- | ---- | ------ |
| Raffaella Ruzzini      | 80    | 80   |        |
| Giampiero Coletti      | 80    | 80   |        |
| Maria Serena Anderlini | 60    | 60   |        |
| Cinzia Tabacco         | 20    | 20   |        |
| Elettra Valentini      | 20    | 20   |        |
| nessun cambio          | –     | –    | –      |

### Classifica generale
In neretto i concorrenti finalisti; in corsivo i concorrenti ritirati.
- Squadra Generazione Z

| N. | Concorrente           | Totale | Gara | Telev. | Sett. | Gare |
| -- | --------------------- | ------ | ---- | ------ | ----- | ---- |
| 1  | Rosa Sorrentino       | 2326   | 1195 | 1131   | 23    | 23   |
| 2  | Stella Flammini       | 1548   | 885  | 663    | 16    | 16   |
| 3  | Matteo Terelle        | 1823   | 745  | 1078   | 18    | 16   |
| 4  | Alessio Lo Monaco     | 1765   | 805  | 960    | 16    | 15   |
| 5  | Maria Laura Marullo   | 1747   | 795  | 952    | 17    | 15   |
| 6  | Francesca Marchegiani | 1412   | 715  | 697    | 17    | 16   |
| 7  | Diego Pasquali        | 1236   | 715  | 521    | 16    | 13   |
| 8  | Sonia Petrecca        | 842    | 510  | 332    | 12    | 11   |
| 9  | Federica Russo        | 795    | 435  | 360    | 12    | 10   |
| 10 | Antony Di Francesco   | 909    | 395  | 514    | 9     | 9    |
| 11 | Cristian Cotiga       | 242    | 200  | 42     | 4     | 4    |
| 12 | Armando Perrone       | 0      | 0    | 0      | 1     | 0    |

- Squadra Boomer

| N. | Concorrente            | Totale | Gara | Telev. | Sett. | Gare |
| -- | ---------------------- | ------ | ---- | ------ | ----- | ---- |
| 1  | Raffaella Ruzzini      | 1898   | 1315 | 583    | 27    | 25   |
| 2  | Nadia La Bella         | 1867   | 1080 | 787    | 23    | 22   |
| 3  | Angela Palmieri        | 1497   | 810  | 687    | 18    | 16   |
| 4  | Maria Serena Anderlini | 1149   | 790  | 359    | 13    | 13   |
| 5  | Lucia Silvestri        | 1045   | 730  | 315    | 14    | 14   |
| 6  | Giampiero Coletti      | 873    | 680  | 193    | 14    | 14   |
| 7  | Enzo Saturni           | 773    | 535  | 238    | 14    | 11   |
| 8  | Elettra Valentini      | 805    | 515  | 290    | 14    | 12   |
| 9  | Marisa Blasi           | 752    | 460  | 292    | 13    | 12   |
| 10 | Cinzia Tabacco         | 545    | 390  | 155    | 10    | 10   |

### 33ª settimana
Nelle quattro puntate della settimana finale di trasmissione (1º-4 maggio) gareggiano soltanto i primi due classificati, Rosa Sorrentino della Generazione Z e Raffaella Ruzzini dei Boomer, e le prove sono state giudicate dal televoto (fino al 3 maggio) e da una giuria composta da Annalisa Minetti, Antonella Elia, Adriana Volpe, Marco Carta, Manuela Villa, Rita Forte, Rosanna Vaudetti, don Walter Insero, Giampiero Gencarelli e la psicologa Maria Malucelli. Nella puntata del 4 maggio non c'è il televoto, le prove sono tre e i giurati hanno un tesoretto da 300 punti complessivi (100 per ciascuna prova, 10 per ogni giurato) da assegnare nelle prove ai finalisti. Sono stati assegnati anche tre riconoscimenti collaterali: per i video migliori, al concorrente più social, votato dai telespettatori e a quello più originale, assegnato dal comitato di redazione. Infine, è stata riconosciuta una menzione al merito all'opinionista più significativo.
Per la rubrica del lunedì Tutti in pista i balli nel quale i due finalisti gareggiano sono la pizzica e la tarantella. Per la rubrica Canta con me i due finalisti duettano con Manuela Villa nel brano Ancora di Eduardo De Crescenzo.
- 156ª puntata: Rosa Sorrentino – Raffaella Ruzzini 60–40
- 157ª puntata: Raffaella Ruzzini – Rosa Sorrentino 80–20
- 158ª puntata: Raffaella Ruzzini – Rosa Sorrentino 100–0

- 159ª puntata: Nella gara finale, per la prima prova di ballo i finalisti si esibiscono in Uptown Funk di Mark Ronson (Rosa Sorrentino con Diego Pasquali, Matteo Terelle, Cristian Cotiga e Sonia Petrecca) e Tico-Tico no Fubá (Raffaella Ruzzini con Maria Serena Anderlini, Cinzia Tabacco, Elettra Valentini e Giampiero Coletti). Nella seconda prova di canto, i brani sono Mon Amour di Gigi D'Alessio per Rosa Sorrentino e You've Got a Friend di Carole King per Raffaella Ruzzini. Nella terza prova, dei video, i due finalisti descrivono la loro esperienza personale nella trasmissione. In questa ultima puntata di gara la sigla finale è Ciao mamma di Jovanotti. Nell'ultima puntata speciale di chiusura dell'edizione il brano finale è Broken di Patrick Watson.[N 18]

Dopo le tre prove finali viene proclamata vincitrice Rosa Sorrentino. A consegnare la fascia è Rosanna Vaudetti.

### Classifica finale
| N. | Concorrente       | Totale | Gara | Telev. | Giuria |
| -- | ----------------- | ------ | ---- | ------ | ------ |
| 1  | Rosa Sorrentino   | 526    | 80   | 226    | 220    |
| 2  | Raffaella Ruzzini | 374    | 220  | 74     | 80     |

### Riconoscimenti collaterali
- Fascia per il miglior video (reel) della Generazione Z, consegnata da Adriana Volpe e Antonella Elia a Stella Flammini.[38][N 20]
- Fascia per il miglior video (reel) dei Boomer, consegnata da Manuela Villa e Rita Forte a Lucia Silvestri.[39]
- Fascia per la concorrente più social, consegnata da Marco Carta e Annalisa Minetti a Nadia La Bella.
- Fascia per il concorrente dal percorso più originale, consegnata da Giampiero Gencarelli e Maria Malucelli ad Alessio Lo Monaco.
- Menzione di merito per l'opinionista dal percorso più significativo, assegnata da Pierluigi Diaco a Jacopo Marinacci.

### Riepilogo
Legenda
     Concorrente titolare
     Concorrente titolare, assente momentaneo
     Concorrente con delega da titolare
     Concorrente ritirato
     Opinionista passato a concorrente
     Concorrente finalista (solo 33ª settimana)
     Concorrente classificato (solo 33ª settimana)

#### Punti gara
- Squadra Generazione Z

|                 | 1ª  | 2ª | 3ª | 4ª | 5ª | 6ª | 7ª | 8ª | 9ª  | 10ª | 11ª | 12ª | 13ª | 14ª | 15ª | 16ª | 17ª | 18ª | 19ª | 20ª | 21ª | 22ª | 23ª | 24ª | 25ª | 26ª | 27ª | 28ª | 29ª | 30ª | 31ª | 32ª | 33ª |
|                 |     |    |    |    |    |    |    |    |     |     |     |     |     |     |     |     |     |     |     |     |     |     |     |     |     |     |     |     |     |     |     |     |     |
| --------------- | --- | -- | -- | -- | -- | -- | -- | -- | --- | --- | --- | --- | --- | --- | --- | --- | --- | --- | --- | --- | --- | --- | --- | --- | --- | --- | --- | --- | --- | --- | --- | --- | --- |
| C. Cotiga       | 0   | 0  | 0  | 0  | 0  | 0  | 0  | 0  | 0   | 0   | 0   | 0   | 0   | 0   | 0   | 0   | 0   | 0   | 0   | 0   | 0   | 0   | 0   | 20  | 80  | 20  | 0   | 0   | 0   | 0   | 0   | 80  |     |
| A. Di Francesco | 0   | 0  | 45 | 55 | 45 | 30 | 0  | 0  | 0   | 0   | 0   | 0   | 40  | 20  | 60  | 80  | 20  | 0   | 0   | 0   | 0   | 0   | 0   | 0   | 0   | 0   | 0   | 0   | 0   | 0   | 0   | 0   |     |
| S. Flammini     | 0   | 0  | 0  | 0  | 0  | 75 | 50 | 30 | 100 | 40  | 40  | 80  | 60  | 50  | 40  | 40  | 0   | 0   | 0   | 0   | 0   | 0   | 60  | 60  | 80  | 60  | 20  | 0   | 0   | 0   | 0   | 0   |     |
| A. Lo Monaco    | 30  | 0  | 0  | 0  | 0  | 0  | 85 | 70 | 40  | 40  | 0   | 0   | 0   | 0   | 0   | 60  | 60  | 40  | 100 | 40  | 0   | 60  | 60  | 20  | 0   | 0   | 0   | 80  | 20  | 0   | 0   | 0   |     |
| F. Marchegiani  | 60  | 60 | 45 | 70 | 60 | 55 | 40 | 30 | 45  | 0   | 30  | 40  | 0   | 0   | 0   | 0   | 0   | 0   | 0   | 0   | 0   | 0   | 0   | 0   | 40  | 0   | 0   | 0   | 0   | 0   | 60  | 80  |     |
| M. L. Marullo   | 100 | 15 | 0  | 0  | 0  | 0  | 0  | 0  | 10  | 0   | 0   | 0   | 0   | 0   | 0   | 80  | 60  | 60  | 60  | 60  | 0   | 40  | 50  | 40  | 80  | 40  | 60  | 40  | 0   | 0   | 0   | 0   |     |
| D. Pasquali     | 0   | 45 | 40 | 45 | 45 | 0  | 0  | 0  | 0   | 0   | 40  | 100 | 0   | 0   | 0   | 0   | 0   | 0   | 80  | 60  | 0   | 0   | 80  | 0   | 0   | 0   | 0   | 0   | 0   | 80  | 80  | 20  |     |
| A. Perrone      | 0   | 0  | 0  | 0  | 0  | 0  | 0  | 0  | 0   | 0   | 0   | 0   | 0   | 0   | 0   | 0   | 0   | 0   | 0   | 0   | 0   | 0   | 0   | 0   | 0   | 0   | 0   | 0   | 0   | 0   | 0   | 0   |     |
| S. Petrecca     | 0   | 40 | 25 | 0  | 0  | 0  | 0  | 0  | 0   | 45  | 40  | 0   | 0   | 0   | 0   | 0   | 60  | 60  | 60  | 60  | 0   | 20  | 0   | 0   | 0   | 0   | 0   | 0   | 80  | 20  | 0   | 0   |     |
| F. Russo        | 0   | 60 | 0  | 25 | 0  | 0  | 0  | 30 | 0   | 0   | 0   | 0   | 0   | 20  | 0   | 0   | 0   | 0   | 0   | 20  | 0   | 0   | 0   | 0   | 0   | 0   | 60  | 60  | 60  | 80  | 20  | 0   |     |
| R. Sorrentino   | 0   | 0  | 0  | 55 | 85 | 55 | 70 | 30 | 100 | 60  | 0   | 60  | 60  | 60  | 40  | 80  | 60  | 0   | 40  | 0   | 0   | 0   | 0   | 0   | 0   | 20  | 80  | 60  | 40  | 80  | 40  | 20  |     |
| M. Terelle      | 0   | 0  | 0  | 0  | 55 | 70 | 0  | 0  | 0   | 0   | 0   | 60  | 60  | 80  | 20  | 0   | 0   | 0   | 0   | 0   | 0   | 40  | 40  | 0   | 60  | 80  | 20  | 40  | 0   | 40  | 40  | 40  |     |

- Squadra Boomer

|                 | 1ª | 2ª | 3ª | 4ª | 5ª | 6ª | 7ª  | 8ª | 9ª | 10ª | 11ª | 12ª | 13ª | 14ª | 15ª | 16ª | 17ª | 18ª | 19ª | 20ª | 21ª | 22ª | 23ª | 24ª | 25ª | 26ª | 27ª | 28ª | 29ª | 30ª | 31ª | 32ª | 33ª |
|                 |    |    |    |    |    |    |     |    |    |     |     |     |     |     |     |     |     |     |     |     |     |     |     |     |     |     |     |     |     |     |     |     |     |
| --------------- | -- | -- | -- | -- | -- | -- | --- | -- | -- | --- | --- | --- | --- | --- | --- | --- | --- | --- | --- | --- | --- | --- | --- | --- | --- | --- | --- | --- | --- | --- | --- | --- | --- |
| M. S. Anderlini | 40 | 85 | 60 | 45 | 0  | 0  | 0   | 0  | 0  | 60  | 100 | 60  | 100 | 20  | 0   | 0   | 0   | 0   | 0   | 0   | 0   | 0   | 0   | 60  | 20  | 0   | 0   | 0   | 0   | 0   | 80  | 60  |     |
| M. Blasi        | 0  | 60 | 0  | 75 | 40 | 70 | 15  | 0  | 0  | 0   | 0   | 0   | 40  | 0   | 0   | 0   | 0   | 0   | 60  | 40  | 0   | 40  | 0   | 0   | 0   | 0   | 0   | 0   | 20  | 0   | 0   | 0   |     |
| G. Coletti      | 0  | 55 | 55 | 0  | 0  | 0  | 0   | 70 | 0  | 0   | 0   | 0   | 0   | 0   | 0   | 20  | 40  | 60  | 0   | 0   | 0   | 0   | 0   | 0   | 0   | 80  | 40  | 40  | 60  | 20  | 60  | 80  |     |
| N. La Bella     | 70 | 40 | 75 | 45 | 45 | 25 | 30  | 70 | 90 | 0   | 70  | 0   | 0   | 0   | 0   | 0   | 0   | 40  | 0   | 0   | 0   | 0   | 20  | 80  | 40  | 80  | 80  | 40  | 40  | 80  | 20  | 0   |     |
| A. Palmieri     | 0  | 0  | 0  | 0  | 55 | 45 | 60  | 70 | 0  | 60  | 60  | 0   | 0   | 0   | 0   | 0   | 40  | 100 | 20  | 60  | 0   | 80  | 60  | 0   | 20  | 60  | 20  | 0   | 0   | 0   | 0   | 0   |     |
| R. Ruzzini      | 0  | 0  | 0  | 0  | 0  | 0  | 50  | 70 | 60 | 55  | 60  | 20  | 60  | 40  | 40  | 60  | 80  | 40  | 40  | 40  | 0   | 60  | 40  | 80  | 60  | 40  | 80  | 60  | 0   | 60  | 40  | 80  |     |
| E. Saturni      | 0  | 40 | 0  | 0  | 0  | 0  | 0   | 0  | 55 | 40  | 0   | 0   | 0   | 0   | 0   | 20  | 40  | 100 | 40  | 80  | 0   | 60  | 40  | 0   | 0   | 0   | 0   | 20  | 0   | 0   | 0   | 0   |     |
| L. Silvestri    | 0  | 0  | 55 | 55 | 55 | 45 | 100 | 30 | 0  | 0   | 0   | 0   | 0   | 50  | 80  | 20  | 0   | 0   | 0   | 40  | 0   | 0   | 0   | 0   | 0   | 0   | 40  | 60  | 80  | 20  | 0   | 0   |     |
| C. Tabacco      | 0  | 0  | 0  | 0  | 0  | 30 | 0   | 0  | 0  | 0   | 0   | 40  | 40  | 80  | 60  | 40  | 40  | 0   | 0   | 0   | 0   | 0   | 0   | 0   | 20  | 20  | 0   | 0   | 0   | 0   | 0   | 20  |     |
| E. Valentini    | 0  | 0  | 0  | 30 | 15 | 0  | 0   | 0  | 0  | 0   | 60  | 40  | 40  | 80  | 60  | 0   | 0   | 0   | 0   | 0   | 0   | 0   | 50  | 40  | 0   | 0   | 0   | 0   | 0   | 20  | 60  | 20  |     |

#### Punti televoto
- Squadra Generazione Z

|                 | 1ª | 2ª | 3ª | 4ª | 5ª | 6ª | 7ª | 8ª | 9ª | 10ª | 11ª | 12ª | 13ª | 14ª | 15ª | 16ª | 17ª | 18ª | 19ª | 20ª | 21ª | 22ª | 23ª | 24ª | 25ª | 26ª | 27ª | 28ª | 29ª | 30ª | 31ª | 32ª | 33ª |
|                 |    |    |    |    |    |    |    |    |    |     |     |     |     |     |     |     |     |     |     |     |     |     |     |     |     |     |     |     |     |     |     |     |     |
| --------------- | -- | -- | -- | -- | -- | -- | -- | -- | -- | --- | --- | --- | --- | --- | --- | --- | --- | --- | --- | --- | --- | --- | --- | --- | --- | --- | --- | --- | --- | --- | --- | --- | --- |
| C. Cotiga       | 0  | 0  | 0  | 0  | 0  | 0  | 0  | 0  | 0  | 0   | 0   | 0   | 0   | 0   | 0   | 0   | 0   | 0   | 0   | 0   | 0   | 0   | 0   | -   | -   | 42  | 0   | 0   | 0   | 0   | 0   | -   |     |
| A. Di Francesco | 0  | 0  | 70 | 65 | 77 | 76 | 0  | 0  | 0  | 0   | 0   | 0   | 68  | 80  | -   | 78  | -   | 0   | 0   | 0   | 0   | 0   | 0   | 0   | 0   | 0   | 0   | 0   | 0   | 0   | 0   | 0   |     |
| S. Flammini     | 0  | 0  | 0  | 0  | 0  | 60 | 70 | 58 | 73 | -   | 63  | 59  | 78  | 83  | -   | 60  | 0   | 0   | 0   | 0   | 0   | 0   | -   | -   | -   | 59  | -   | 0   | 0   | 0   | 0   | 0   |     |
| A. Lo Monaco    | 63 | 0  | 0  | 0  | 0  | 0  | 79 | 72 | 65 | -   | 0   | 0   | 0   | 0   | 0   | 69  | -   | 75  | 46  | -   | 0   | 68  | -   | -   | 0   | 0   | 0   | 67  | 75  | 0   | 0   | 0   |     |
| F. Marchegiani  | 49 | 58 | 79 | 38 | 60 | 81 | 51 | 54 | 66 | -   | 37  | 68  | 0   | 0   | 0   | 0   | 0   | 56  | 0   | 0   | 0   | 0   | 0   | 0   | -   | 0   | 0   | 0   | 0   | 0   | -   | -   |     |
| M. L. Marullo   | 48 | 55 | 0  | 0  | 0  | 0  | 0  | 0  | 56 | 0   | 0   | 0   | 0   | 0   | -   | 66  | -   | 54  | 60  | -   | 0   | 55  | -   | -   | -   | 57  | -   | 60  | 0   | 0   | 0   | 0   |     |
| D. Pasquali     | 0  | 76 | 74 | 76 | 58 | 0  | 0  | 0  | 0  | 0   | 59  | 46  | 77  | 0   | 0   | 0   | 0   | 0   | 55  | -   | 0   | 0   | -   | 0   | 0   | 0   | 0   | 0   | 0   | -   | -   | -   |     |
| A. Perrone      | 0  | 0  | 0  | 0  | 0  | 0  | 0  | 0  | 0  | 0   | 0   | 0   | 0   | 0   | 0   | 0   | 0   | 0   | 0   | 0   | 0   | 0   | 0   | 0   | 0   | 0   | 0   | 0   | 0   | 0   | 0   | 0   |     |
| S. Petrecca     | 0  | 59 | 40 | 0  | 0  | 0  | 0  | 0  | 0  | -   | 23  | 0   | 0   | 0   | 0   | 0   | -   | 41  | 67  | -   | 0   | 44  | 0   | 0   | 0   | 0   | 0   | 0   | 58  | -   | 0   | 0   |     |
| F. Russo        | 0  | 65 | 0  | 64 | 0  | 0  | 0  | 42 | 0  | 0   | 0   | 0   | 0   | 67  | 0   | 0   | 0   | 0   | 0   | -   | 0   | 0   | 0   | 0   | 0   | 0   | -   | 75  | 47  | -   | -   | 0   |     |
| R. Sorrentino   | 0  | 0  | 0  | 82 | 42 | 61 | 69 | 82 | 62 | -   | 89  | 63  | 74  | 66  | -   | 81  | -   | 76  | 66  | 0   | 0   | 0   | 0   | 0   | 0   | 86  | -   | 49  | 83  | -   | -   | -   |     |
| M. Terelle      | 0  | 0  | 0  | 0  | 52 | 73 | 76 | 0  | 0  | 0   | 0   | 72  | 77  | 67  | -   | 0   | 0   | 0   | 0   | 0   | 0   | 55  | -   | 0   | -   | 77  | -   | 82  | 0   | -   | -   | -   |     |

- Squadra Boomer

|                 | 1ª | 2ª | 3ª | 4ª | 5ª | 6ª | 7ª | 8ª | 9ª | 10ª | 11ª | 12ª | 13ª | 14ª | 15ª | 16ª | 17ª | 18ª | 19ª | 20ª | 21ª | 22ª | 23ª | 24ª | 25ª | 26ª | 27ª | 28ª | 29ª | 30ª | 31ª | 32ª | 33ª |
|                 |    |    |    |    |    |    |    |    |    |     |     |     |     |     |     |     |     |     |     |     |     |     |     |     |     |     |     |     |     |     |     |     |     |
| --------------- | -- | -- | -- | -- | -- | -- | -- | -- | -- | --- | --- | --- | --- | --- | --- | --- | --- | --- | --- | --- | --- | --- | --- | --- | --- | --- | --- | --- | --- | --- | --- | --- | --- |
| M. S. Anderlini | 31 | 45 | 26 | 18 | 0  | 0  | 0  | 0  | 0  | -   | 13  | 32  | 23  | 33  | 0   | 0   | 0   | 0   | 0   | 0   | 0   | 0   | 0   | -   | -   | 0   | 0   | 0   | 0   | 0   | -   | -   |     |
| M. Blasi        | 0  | 41 | 0  | 36 | 40 | 24 | 21 | 0  | 0  | 0   | 0   | 0   | 22  | 0   | 0   | 0   | 0   | 0   | 34  | -   | 0   | 32  | 0   | 0   | 0   | 0   | 0   | 0   | 42  | 0   | 0   | 0   |     |
| G. Coletti      | 0  | 24 | 21 | 0  | 0  | 0  | 0  | 18 | 27 | 0   | 0   | 0   | 0   | 0   | 0   | 22  | -   | 25  | 0   | 0   | 0   | 0   | 0   | 0   | 0   | 14  | -   | 25  | 17  | -   | -   | -   |     |
| N. La Bella     | 37 | 42 | 60 | 35 | 48 | 40 | 31 | 58 | 44 | -   | 63  | 54  | 0   | 0   | 0   | 0   | 0   | 59  | 54  | 0   | 0   | 0   | -   | -   | -   | 58  | -   | 51  | 53  | -   | -   | 0   |     |
| A. Palmieri     | 0  | 0  | 0  | 0  | 42 | 39 | 49 | 42 | 38 | -   | 37  | 0   | 0   | 0   | 0   | 0   | -   | 44  | 45  | -   | 0   | 56  | -   | 0   | -   | 43  | -   | 0   | 0   | 0   | 0   | 0   |     |
| R. Ruzzini      | 62 | 0  | 0  | 0  | 0  | 0  | 30 | 46 | 45 | -   | 41  | 41  | 32  | 34  | -   | 40  | -   | 46  | 40  | -   | 0   | 45  | -   | -   | -   | 41  | -   | 40  | 0   | -   | -   | -   |     |
| E. Saturni      | 0  | 35 | 0  | 0  | 0  | 0  | 0  | 0  | 34 | -   | 0   | 0   | 0   | 0   | -   | 34  | -   | 24  | 33  | -   | 0   | 45  | -   | 0   | 0   | 0   | 0   | 33  | 0   | 0   | 0   | 0   |     |
| L. Silvestri    | 0  | 0  | 30 | 24 | 23 | 19 | 24 | 28 | 0  | 0   | 0   | 0   | 0   | 17  | -   | 19  | 0   | 0   | 0   | -   | 0   | 0   | 0   | 0   | 0   | 0   | -   | 18  | 25  | -   | 0   | 0   |     |
| C. Tabacco      | 0  | 0  | 0  | 0  | 0  | 27 | 0  | 0  | 0  | 0   | 0   | 28  | 26  | 20  | -   | 31  | -   | 0   | 0   | 0   | 0   | 0   | 0   | 0   | -   | 23  | 0   | 0   | 0   | 0   | 0   | -   |     |
| E. Valentini    | 0  | 0  | 0  | 62 | 58 | 0  | 0  | 0  | 0  | 0   | 77  | 37  | 23  | 33  | -   | 0   | 0   | 0   | 0   | 0   | 0   | 0   | -   | -   | 0   | 0   | 0   | 0   | 0   | -   | -   | -   |     |

### Annotazioni
1. ↑  Si ritira dal programma il 23 gennaio 2023. Al suo posto entra l'opinionista Cristian Cotiga.
2. ↑  Si ritira dal programma il 19 settembre 2022. Al suo posto entra Sonia Petrecca.
3. ↑  Entra come concorrente il 19 settembre 2022 al posto di Armando Perrone.
4. ↑  Detto "Re Stefano Primo".
5. ↑  Passa come concorrente il 23 gennaio 2023 al posto di Antony Di Francesco. Al suo posto entra Samuele Olivieri.
6. ↑  Entra come opinionista il 20 febbraio 2023 al posto di Chiara Restuccia.
7. ↑  Entra come opinionista il 23 gennaio 2023 al posto di Cristian Cotiga passato a concorrente.
8. ↑  Si ritira dal programma il 17 febbraio 2023. Al suo posto entra Alessia Macciocca.
9. ↑  Detto "Frank Sepe".
10. ↑  Si ritira a metà programma. Al suo posto entra Adriano Sconocchia.
11. ↑  Entra come opinionista a metà programma al posto di Claudio Almasio.
12. ↑  Detta "Lady Gaga".
13. 1 2 3 4 5 6 7  In collegamento telefonico.
14. 1 2  In collegamento video.
15. 1 2 3 4  In videomessaggio.
16. ↑  Puntata in onda eccezionalmente di sabato, aspettando la finale del Festival di Sanremo.
17. 1 2  Puntata registrata il 23 febbraio 2023 e mandata in onda il 27 febbraio.
18. ↑  In collegamento dal Centro di produzione Rai di Torino.
19. ↑  In video dallo studio de I migliori anni con Carmela e Maria Luisa Tommasuolo.
20. ↑  In video dallo studio di Citofonare Rai 2 con Carmela e Maria Luisa Tommasuolo.
21. ↑  Gareggia per Maria Serena Anderlini.
22. 1 2 3  Gareggia per Francesca Marchegiani.
23. ↑  Gara interrotta dopo la terza prova: i dieci punti aggiuntivi vengono assegnati a pari merito.
24. 1 2 3 4 5 6 7 8 9 10 11  La classifica comprensiva del televoto non è stata diffusa.
25. ↑  Gareggia per Antony Di Francesco.
26. ↑  Gareggia per Matteo Terelle.
27. 1 2  Sette televoti mancanti.
28. 1 2 3 4  Cinque televoti mancanti.
29. 1 2 3 4 5 6  Due gare non disputate.
30. 1 2 3 4 5 6  Una gara non disputata.
31. 1 2 3 4  Quattro televoti mancanti.
32. 1 2  Tre gare non disputate.
33. ↑  Due televoti mancanti.
34. ↑  Tre televoti mancanti.
35. ↑  Undici televoti mancanti.
36. ↑  Sei televoti mancanti.
37. ↑  Un televoto mancante.
38. ↑  Con la motivazione: «Per aver condiviso parti importanti della vita dimostrando una sensibilità fuori dal comune».
39. ↑  Con la motivazione: «Perché conosce veramente bene il valore di prendersi poco sul serio».

### Riferimenti
1. ↑   Primi provini per "BellaMa'", il nuovo programma di Pierluigi Diaco in onda in autunno, su Rai Ufficio stampa, 13 giugno 2022. URL consultato il 17 ottobre 2022.
2. ↑   Aspettando Bella Ma', mini-puntate in attesa del talent di Diaco, su Libero.it, 15 agosto 2022. URL consultato il 4 ottobre 2022.
3. ↑   Massimo Galanto, Bella Ma' su Rai2, ecco chi sono i 20 concorrenti del nuovo programma di Pierluigi Diaco, su TvBlog.it, 2 settembre 2022. URL consultato l'11 settembre 2022.
4. ↑   Anna Montesano, BellaMa' di Pierluigi Diaco oggi 14 settembre non va in onda - Su Rai2 spazio alla Coppa Davis, su IlSussidiario.net, 14 settembre 2022. URL consultato il 14 settembre 2022.
5. ↑   Fabio Fabbretti, Mondiali su Rai 2: ecco cosa succede ai programmi di daytime, su DavideMaggio.it, 8 novembre 2022. URL consultato il 14 novembre 2022.
6. ↑   Marco Castoro, Ascolti Tv 28 novembre 2022, tra una partita e l'altra spunta l'exploit di Bella Ma', su Leggo.it, 29 novembre 2022. URL consultato il 5 dicembre 2022.
7. ↑   Alessio Zaffini, Francesca Marchegiani, da Fano alla Tv: "BellaMa', un sogno nato per caso", su Il Resto del Carlino, 29 marzo 2023. URL consultato il 30 marzo 2023.
8. ↑   Al via "BellaMa'" - Il primo talent di parola della tv italiana ideato e condotto da Pierluigi Diaco, su Rai Ufficio Stampa, 2 settembre 2022. URL consultato l'11 settembre 2022.
9. ↑   Tre marchigiane nel programma BellaMa' su Rai2: Rosanna Vaudetti cura la posta del cuore, Francesca e Federica sfidano i Boomer, su Corriere Adriatico, 27 marzo 2023. URL consultato il 28 marzo 2023.
10. ↑   Marianna Vallone, La cucina di Rosa conquista "Mamma Rai", su LaCittàdiSalerno.it, 25 aprile 2023.
11. ↑   L'88enne sansalvese Carolina Trisciuzzi “opinionista” di "BellaMa'" su Rai 2, su Chiaroquotidiano.it, 28 marzo 2023.
12. ↑   BellaMa', due molisane nel programma di Pierluigi Diaco, su isNews.it, 27 marzo 2023. URL consultato il 27 marzo 2023.
13. ↑   La giovane band di Pierluigi Diaco a BellaMa', su Leggo.it, 27 marzo 2023. URL consultato il 27 marzo 2023.
14. ↑   Liliana Morreale, Bella Ma', Pierluigi Diaco in lacrime: "Orgoglioso di fare questa televisione", su LaNostraTV.it, 27 ottobre 2022. URL consultato il 28 ottobre 2022.
15. ↑   Pierluigi Diaco e Raffaella Ruzzini a BellaMa' su Rai 2, su YouTube, 25 gennaio 2023. URL consultato il 30 gennaio 2023.
16. ↑   BellaMa' - Gli appuntamenti e gli inviati della settimana sanremese, su Rai Ufficio Stampa, 6 febbraio 2023.
17. ↑   Ciao Gianni Minà - BellaMa' 28/03/2023, su YouTube, 28 marzo 2023. URL consultato il 29 marzo 2023.
18. ↑   I saluti di Pierluigi Diaco - BellaMa' 05/05/2023, su YouTube, 5 maggio 2023. URL consultato il 6 maggio 2023.
19. ↑   BellaMa, Rosa Sorrentino (Generazione Z) è la prima vincitrice del talent di Pierluigi Diaco, su Leggo.it, 4 maggio 2023.
20. ↑   Stella Flammini di Grottaferrata premiata a BellaMa' su Rai Due, su IlMamilio.it, 9 maggio 2023. URL consultato il 10 maggio 2023.